# Pitkäjärvi (sjö i Sonkajärvi, Norra Savolax)
Pitkäjärvi är en sjö i kommunen Sonkajärvi i landskapet Norra Savolax i Finland. Sjön ligger 164,1 meter över havet. Den är 10,52 meter djup. Arean är 1,55 kvadratkilometer och strandlinjen är 12,39 kilometer lång. Sjön  ingår i Vuoksens huvudavrinningsområde.   Den ligger omkring 96 kilometer norr om Kuopio och omkring 430 kilometer norr om Helsingfors. 